# Olivetti M40
La M40 è una celebre macchina per scrivere meccanica realizzata dalla Olivetti venduta in più di mezzo milione di esemplari.

## Storia
Fu progettata tra il 1929 e il 1930 da Camillo Olivetti con la collaborazione di Gino Levi Martinoli, capo dell'Ufficio Progetti e Studi creato nel 1929 stesso, per sostituire la Olivetti M20.
La progettazione e l'avvio della produzione durò più del previsto a causa della precisione dell'attrezzaggio che si volle dare alla macchina.
Quando finalmente entrò in produzione, pur in un periodo di crisi quale quello della Grande Depressione, trovò il favore dei clienti, che apprezzarono la maggiore qualità, la velocità di scrittura e la leggerezza di tocco della tastiera. Dopo la M20, con cui la Olivetti era entrata nei mercati internazionali, con la M40 competé con le macchine per scrivere allora più rinomate.
Durante la sua vita vennero effettuati diversi aggiornamenti; la seconda versione è stata venduta dal 1938 al 1946 e la terza versione dal 1946 al 1948. Nel 1942 venne realizzata una versione per l'esercito tedesco, chiamata M40 KR (dove KR è l'abbreviazione di Krieg, ossia guerra in tedesco). Questa è una versione economica ed alleggerita; sul retro è riportata la scritta in tedesco "vereinfachte Kriegsausführung" ovvero "versione da guerra semplificata".

## Descrizione
La tastiera fu prodotta di tipi vari, fra cui QZERTY, come è solito delle macchine italiane, QWERTY, QWERTZ e AZERTY. Oltre ai tasti di scrittura la tastiera include una barra spaziatrice, due tasti delle maiuscole, un tasto fissamaiuscole, il tasto di ritorno un tasto sblocca margine e, in alcune versioni, di 8 tasti di tabulazione decimale registrabili/deregistrabili mediante ulteriori due tasti. Vi sono infine due tasti per la scelta del colore del nastro.
L'insieme dei tasti di scrittura ha un'evidente mancanza: non è presente lo zero, che si ottiene digitando la O (o) maiuscola. Sebbene questo oggi possa sembrare strano, era invece piuttosto comune nelle vecchie macchine per scrivere. Mancano anche i tasti per le vocali accentate maiuscole usate nella scrittura della lingua italiana.
La macchina era venduta con cinque diverse possibili lunghezze del carrello: 90, 120, 160, 200 e 250 spazi.
Le differenze principali tra la prima versione del 1930 e la seconda del 1938 sono il passaggio dal piedino rotondo a quello quadrato, l'aggiunta dei copri bobine, la chiusura laterale della carrozzeria, la chiusura sul retro del carrello e la modifica dei disegni/scritte presenti sulla carrozzeria. 
Tra la seconda e la terza si ha la copertura del cestello, l'aggiunta di un vetro che copre le scritte frontali, i piedini coperti da lamiera, il tutto ad opera di Luigi Figini e Gino Pollini.

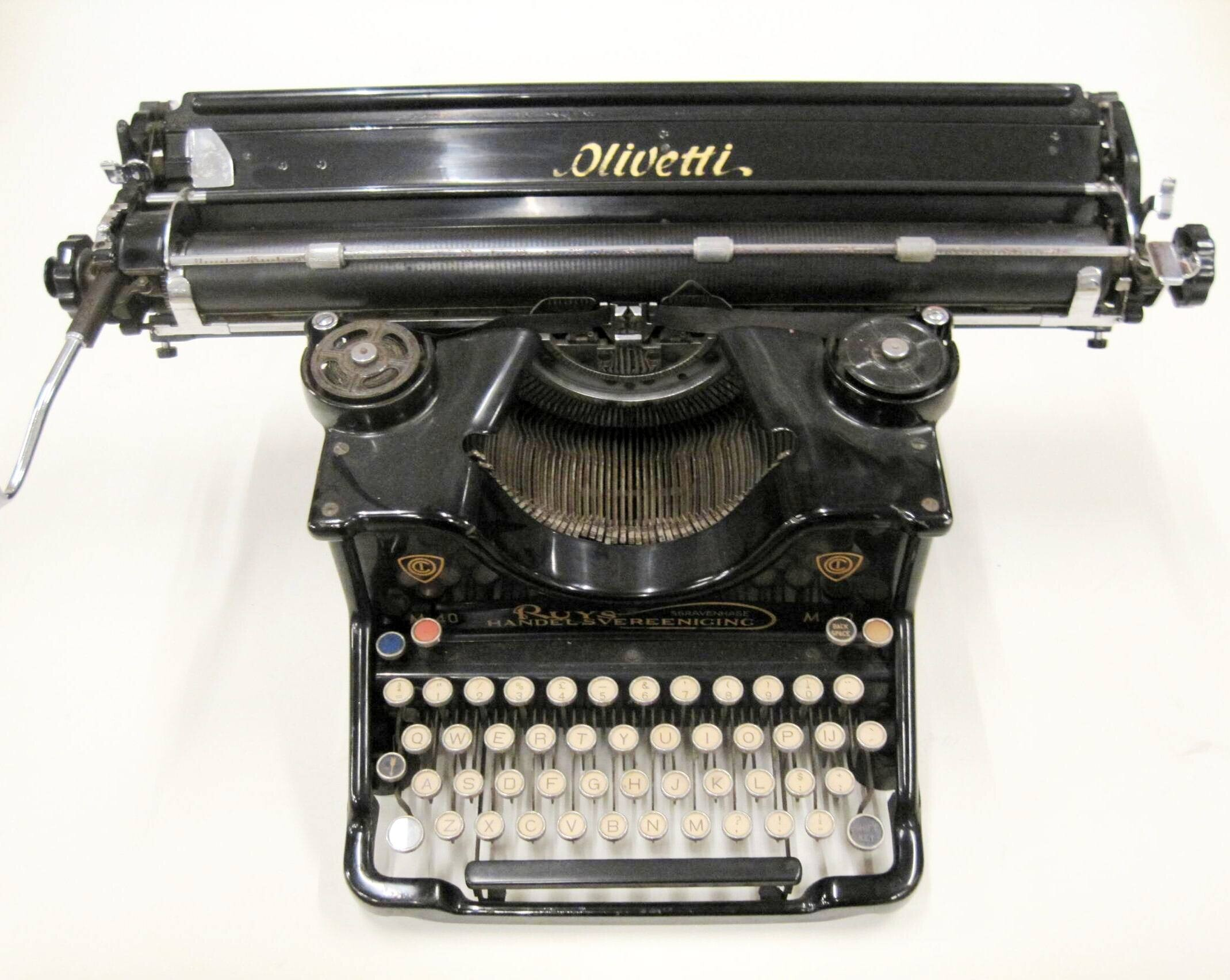
M40 prima versione, dal 1931 al 1938
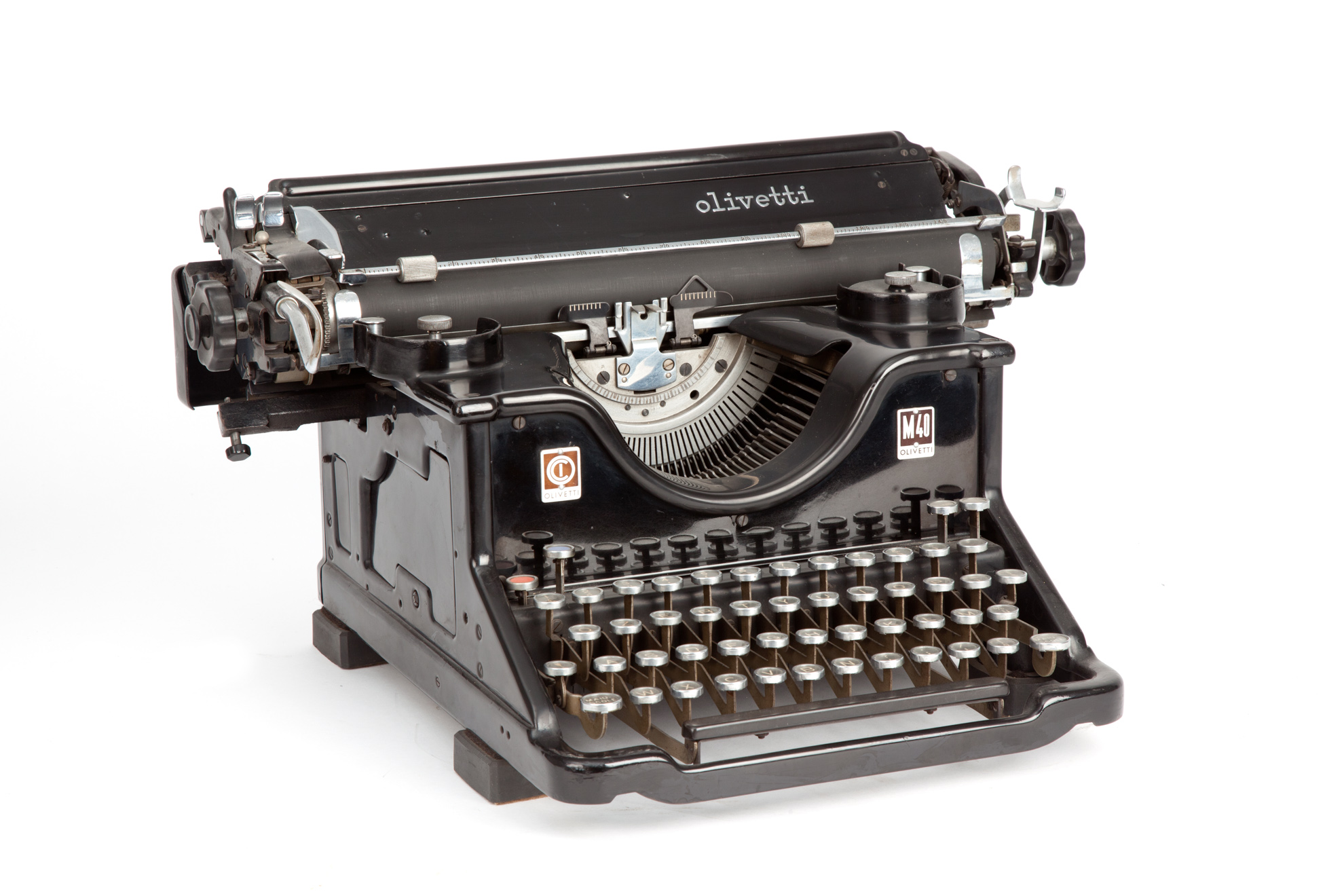
M40 seconda versione, dal 1938 al 1946
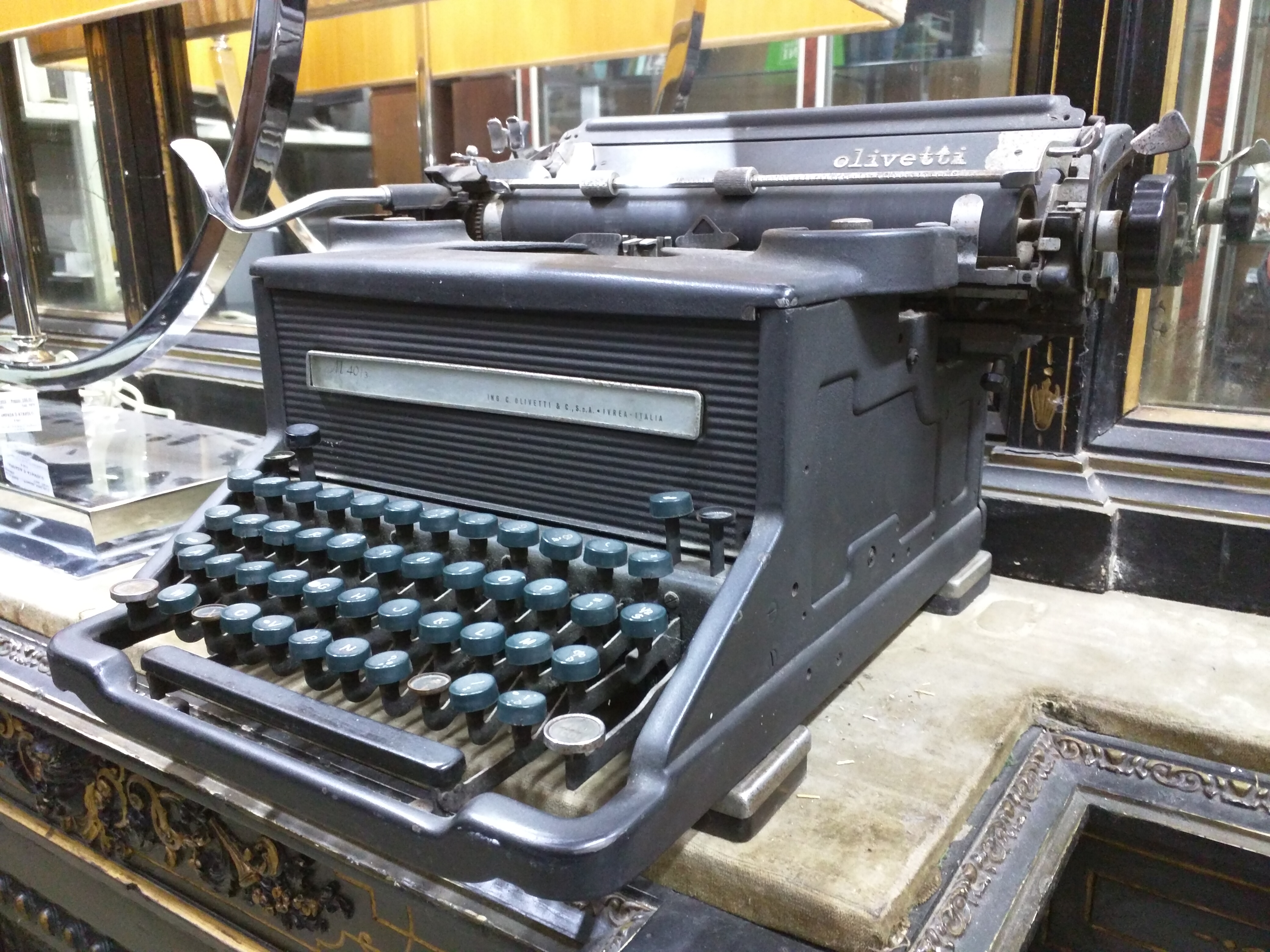
M40/3, terza versione della M40, dal 1946 al 1948
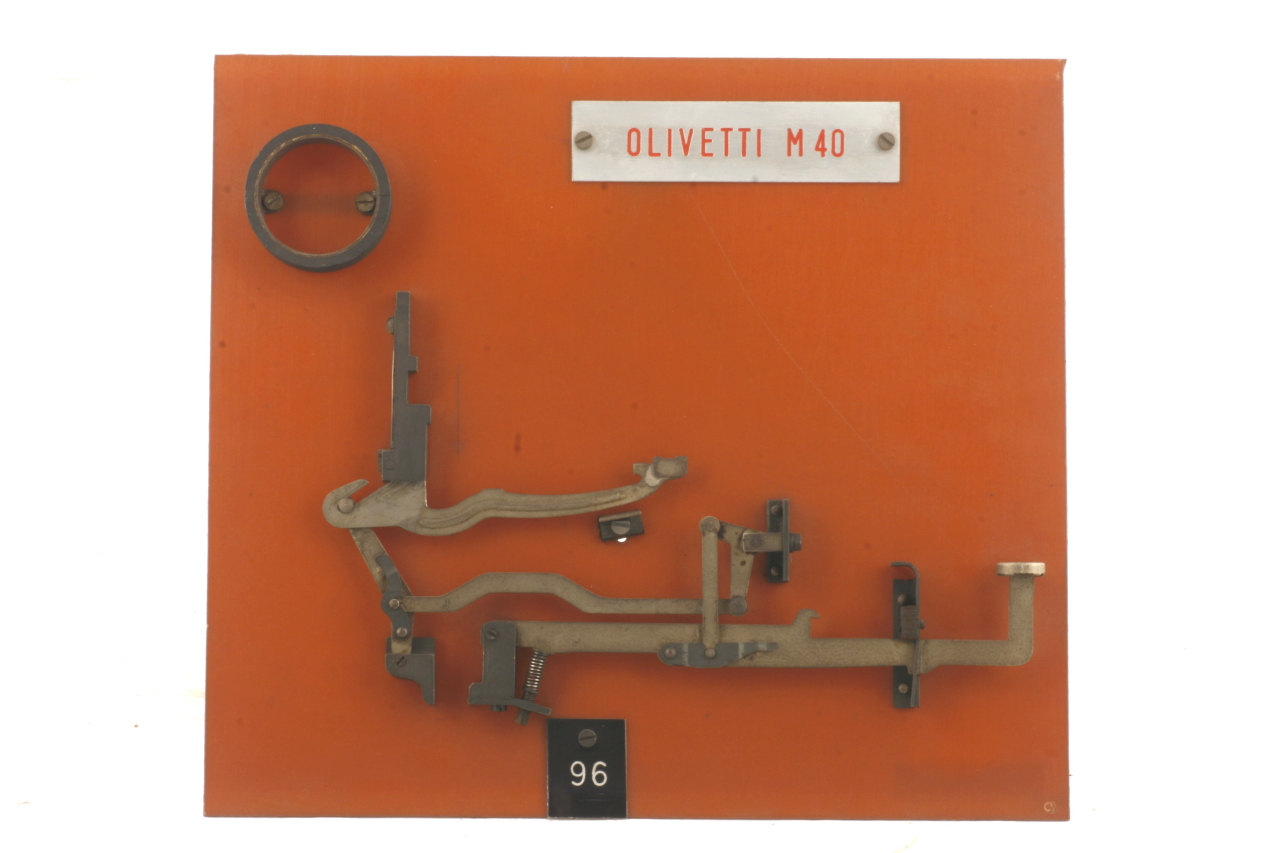
Particolare del cinematismo di un singolo tasto della M40